# Maginja
Maginja (magunja, prvka, obična planika, jagodnjak, prpak, lat. Arbutus unedo), zimzeleni je grm ili malo stablo iz porodice Ericaceae. Potječe iz mediteranskog pojasa, a raste na sjeveru do zapadne Francuske i Irske. 
U Hrvatskoj je rasprostranjena od Istre do Prevlake, uključujući otoke. Može se uzgajati i u unutrašnjosti, kao smokva i lovor, na zaštićenom položaju. Zreli su plodovi jestivi. Ne preporuča ih se jesti u većoj količini zato što izazivaju probavne smetnje.
Kako je plod nalik jagodi, biljka se naziva i jagodnjak ili drvo jagoda. Plodovi sazrijevaju u studenom i prosincu, nikada istovremeno. Sasvim zreli plodovi su žarko crvene boje, poluzreli narančaste, a nedozreli zelene i žute boje.
Drvo je izuzetno kalorično za ogrjev.

## Uporaba u narodnoj medicini
U tradicionalnoj i narodnoj medicini, u obliku dekokta, upotrebljavaju se listovi, koji imaju sljedeća djelovanja: astringentno, diuretično, mokraćni je anti-septik, za reumatizam, tonik, a od nedavno se koriste i u terapiji hipertenzije i dijabetesa. 
U lišću je visoka visoku koncentracija flavonol antioksidansa, osobito kvercitina, koji najbolje se ekstrahira dužim kuhanjem čaja.Listovi također imaju protuupalna svojstva.

## Uporaba za jelo
Marmelada i džem od maginja su kvalitetne namirnice, neškodljive probavi i pune vitamina C.
Proizvode se rakija, likeri, kotunjada - starinski bombon koji ima oznaku HOP, vino, kruh. Kora se rabi za čaj protiv smetnji urinarnih puteva te korijen protiv upalnih procesa i reumatskih smetnji. Lišće se nekad dosta rabilo za hranidbu stoke.

## Sastav
Na 100 grama svježi plodovi sadrže prosječno 57,5 grama vode, šećera 30,4 grama, vlakana 17,3 grama, oko 1,06 grama bjelančevina te 0,57 grama masti. Od makroelemenata sadrže 334 mg kalija, 20 mg natrija te 111 mg kalcija, 9,66 mg magnezija, 32,5 mg fosfora i 0,92 mg željeza. Od mikroelmenata sadrže 99 mg bakra, 146 mg mangana te 437 mg cinka. Od vitamina sadrže na 100 gr 0,32 mg beta karotena i oko 185 mg vitamina C.

## Vanjske poveznice
- PFAF database - Arbutus unedo (engl.)